# Camp Quest
Camp Quest est un centre de vacances fondé en 1996 aux États-Unis d'Amérique, puis au Canada, en Grande-Bretagne, en Irlande et en Norvège. Il accueille des enfants de familles ne souhaitant pas affilier leurs enfants dans des centres religieux, et sont donc généralement des jeunes ayant des parents non théistes, libre-penseurs, athées, agnostiques ou encore sceptiques et rationalistes.

## Nature du centre de loisirs
Le but de Camp Quest est de proposer à des enfants, sans tenir compte des croyances personnelles, des vacances pendant lesquelles ils n'auront pas à être soumis à des dogmes religieux. Le centre permet la découverte de la nature et la réalisation de projets personnels basés sur la raison. Il vise à promouvoir la tolérance mutuelle, l'empathie, le respect, la libre expression, la pensée créative et critique, la coopération et l'éthique. 
La nature du centre vise à permettre à des non-croyants de passer des vacances sans se sentir rejetés, tandis que les conflits religieux au sein d'organismes américains tels que Boy Scouts of America sont exacerbés.